# 姫路大博覧会
姫路大博覧会（ひめじだいはくらんかい）は、兵庫県姫路市にて1966年（昭和41年）4月3日から6月5日まで開催された博覧会である。
姫路城昭和の大修理の完成を記念し、手柄山ほか3つの会場で挙行され、期間中に約150万人の入場者があった。

## 主な施設・パビリオン

### 中央会場

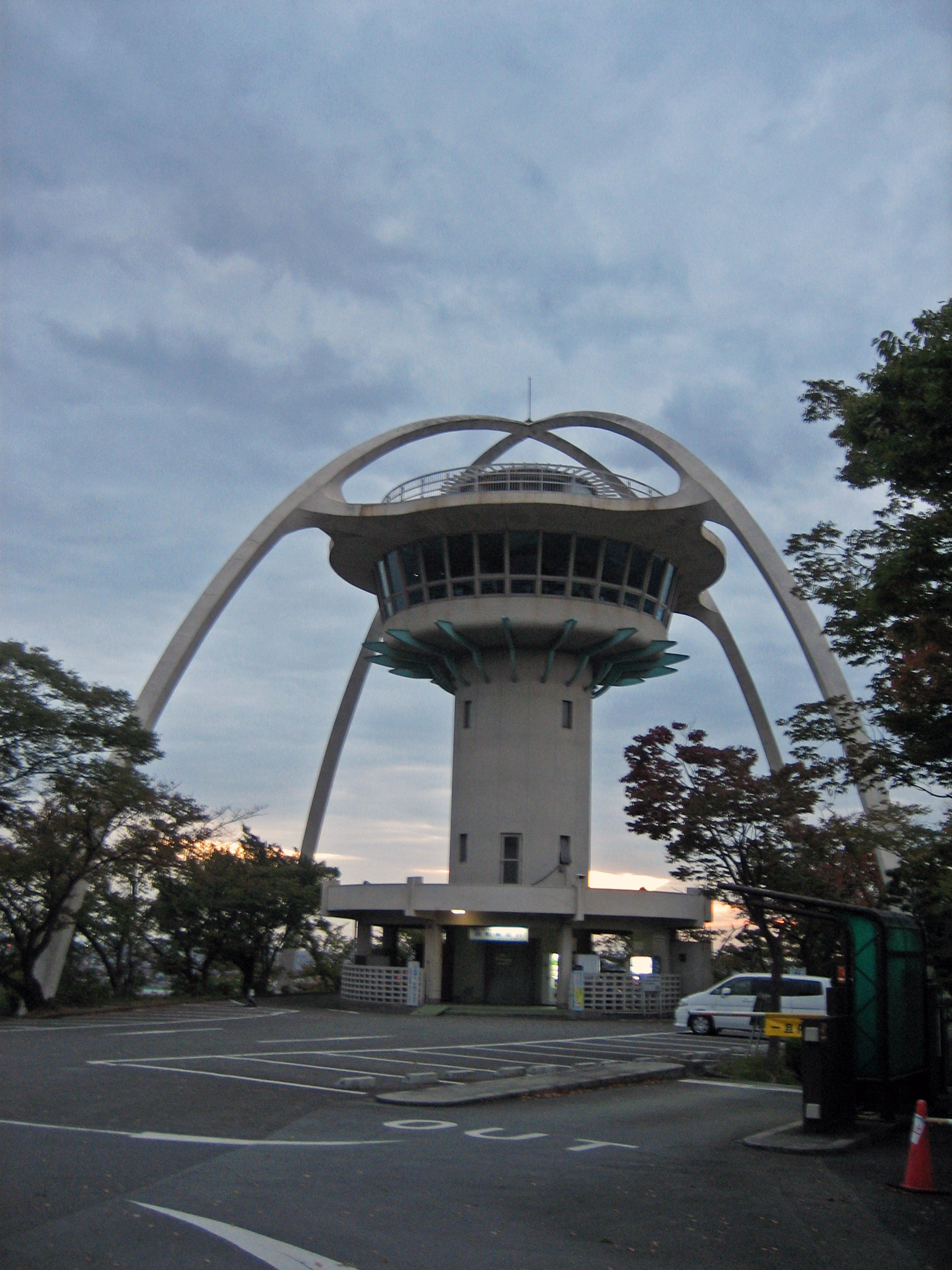
旧・姫路博テーマ塔

現在の手柄山公園がメイン会場であった。現在も残る西洋の城を模した建築物や回転レストランは当時のパビリオンの名残である。また会場内にはロープウェイなども設置されていた。
姫路館
姫路の地場産業の紹介など。当時、姫路では主要産業であったマッチ製造に展示の力が注がれていた。また「未来の姫路」と題されたジオラマには姫路バイパス、中国自動車道をつなぐ自動車環状線と姫路北西部に延びるモノレール路線、姫路FM、TV局の電波塔が描かれていた。
近代工業館
IHIなどから大型タンカーの模型などが展示されていた。
電力館
関西電力が主になる未来の電力技術を描いたパビリオン
電波館
NHKなどが主になる放送技術の展示パビリオン
自動車館
国内主要自動車メーカが主となる新車展示パビリオン
交通科学館
国鉄、日本航空が主となる未来の交通を展示するパビリオン。当時姫路にはまだ延伸していなかった新幹線と当時の最新鋭ジェット旅客機ボーイング727の模型が展示されていた
繊維館
繊維産業は当時、姫路の主要産業であり大きな展示がされていた
国際館
協賛各国の展示パビリオン。特にドイツ館がおおがかりであり、また当時国連加盟国であった中華民国のパビリオンもあった
古銭・たばこ館
専売公社および三和銀行の展示館
海底探検館
実物の潜水艇が展示されていた
宇宙館
ラムダロケットおよびジェミニ宇宙船が展示されていた
安全館
生活科学館
子供の国館
観光めぐり館
農林水産館
播磨館
姫路博テーマ塔
ロサンゼルス国際空港の管制塔を模して作られた展望塔。展望台部は博覧会後も回転レストランになっていたが、2018年3月25日をもって営業を終了、建物自体はモニュメントとして残るが、内部への立ち入りは出来ない。

### 城南会場
大手前公園にて開設された。陸上自衛隊姫路駐屯地の提供による防衛館として展示された。
主な展示物
- F-86 (航空機)
- 61式戦車
- M4中戦車
- M24軽戦車
- ナイキミサイル
- 自衛隊の兵器の他に三式戦闘機 飛燕が展示された。

開会式当日、航空自衛隊のブルーインパルスによるアクロバット飛行が姫路市上空で行われた。
博覧会期間中、陸上自衛隊による戦車およびヘリコプターの体験搭乗が頻繁におこなわれ、また姫路港にて海上自衛隊による護衛艦等の体験航海が3度行われた。

### 名古山会場

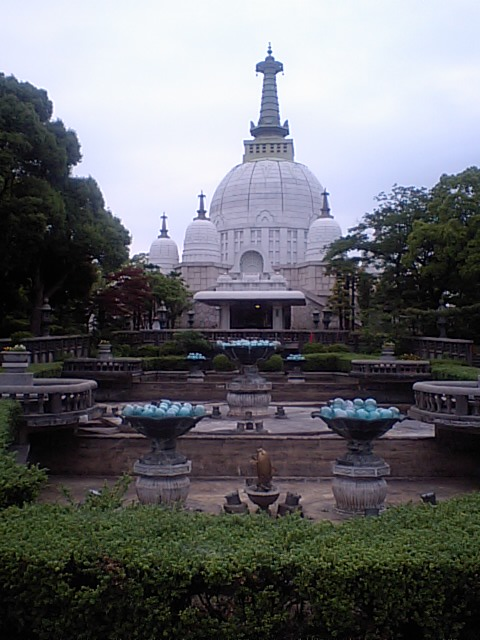
名古山霊苑仏舎利塔

名古山霊苑にて開設された。
仏舎利塔
インドのネルー首相より贈与された仏舎利を収めた高さ37メートルの仏舎利塔が建設された。仏舎利塔は現在も内部公開されておりドーム内側の壮大な仏教画などが閲覧できる。
宗教美術館
姫路市立名古山霊苑において仏教各派の美術品を展示する美術館が開設された。この美術館は現在も仏舎利塔とともに見ることができる。
回天館
人間魚雷回天を展示した慰霊パビリオン